# Appareillage

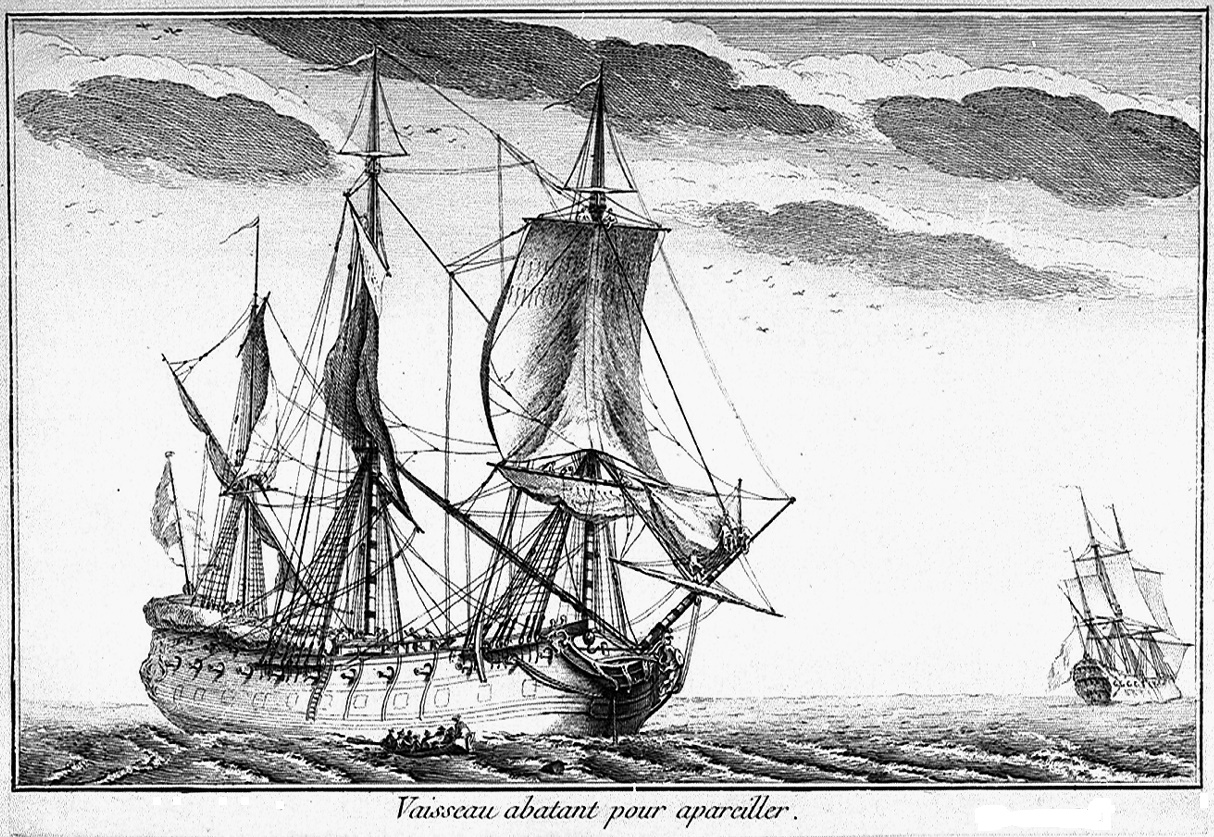
Vaisseau de ligne appareillant au XVIIIe siècle.

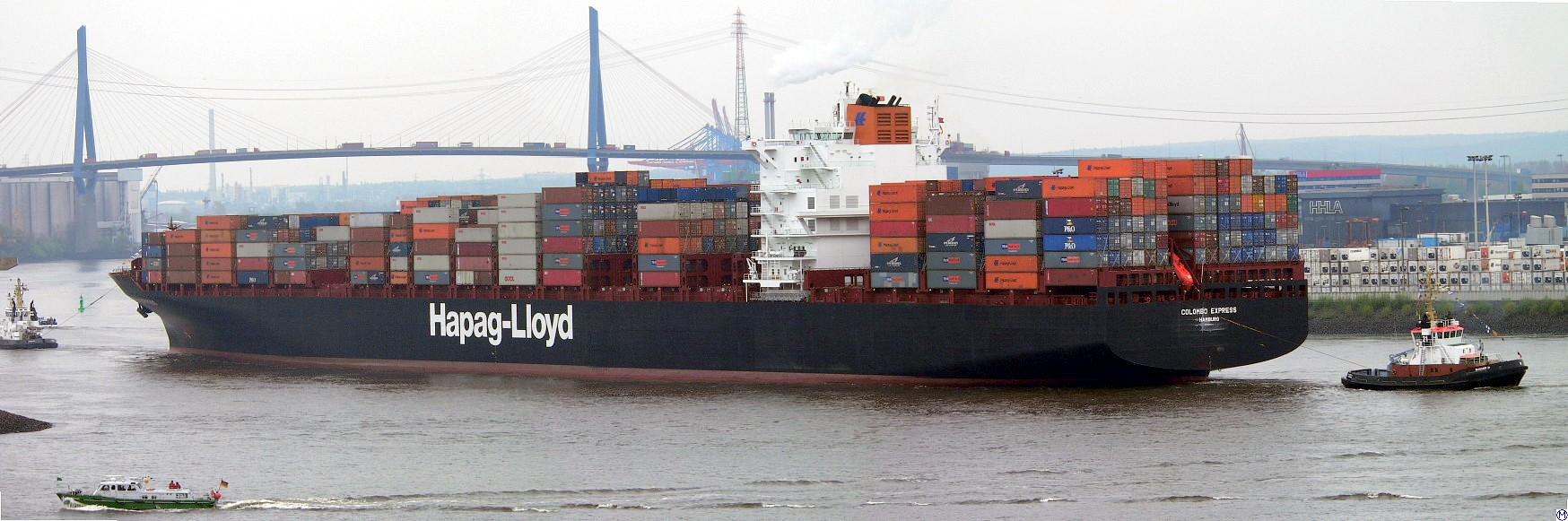
Le porte-conteneurs Colombo Express appareillant de Hambourg pour son voyage inaugural.

Pour les articles homonymes, voir Appareillage (homonymie).
En langage maritime, l'appareillage est le départ, la manœuvre d'un navire qui quitte son mouillage, son poste à quai ou à couple.
L'appareillage proprement dit est précédé d'opérations préparatoires :
- tout ou partie de l'équipage est appelé aux postes de manœuvre ;
- l'appareil propulsif est mis en état de fonctionnement : réchauffage, lancement et essais de la machine ou des moteurs, et sur un voilier préparation du gréement (dérabantage ou mise à poste de la voilure);
- l'appareil à gouverner est essayé ;
- les liaisons intérieures (téléphonique, porte-voix, interphone) de la passerelle avec la machine et les équipes de manœuvre sont testées ;
- le saisissage du matériel et du chargement est vérifié[1] ;
- l'amarrage est dédoublé ;
- un pilote est éventuellement embarqué ;
- les liaisons avec la terre sont débranchées (téléphone, énergie, eau...) ;
- la coupée est retirée.

Le navire quitte ensuite son poste, 
- soit de manière autonome en jouant sur sa propulsion, ses propulseurs transversaux, sa barre et les aussières ;
- soit aidé par un ou plusieurs remorqueurs et pousseurs, qui vont l'écarter du quai, l'éviter (le faire changer sur place de direction) et le diriger vers le chenal principal de sortie du port.

Les ordres aux remorqueurs et aux pousseurs sont généralement donnés par le pilote du port, qui guide également le navire dans son chenalage jusqu'à la sortie. 
Par sécurité, tant que le navire évolue en eaux resserrées, une ligne de mouillage est prête à être mouillée et la machine reste aux postes de manœuvre (les temps de montée ou de descente en allure sont diminués par rapport à la consigne normale d'utilisation).